# Dom Morris
Pour les articles homonymes, voir Morris.
Dom Morris, né le 7 octobre 1990, à Newark au Delaware est un joueur américain de basket-ball. Il évolue au poste d'ailier fort.

## Biographie
Le 3 août 2017, il part en France où il signe à l'Étoile de Charleville-Mézières, en seconde division du championnat de France.
Le 1er septembre 2018, il part en Belgique où il signe avec le Limburg United.

## Clubs successifs
- 2010-2014 :  Terriers de Boston (NCAA)
- 2014-2015 :  Bnei Herzliya (National League)
- 2015-2017 :  Kobrat (Korisliiga)
- 2017-2018 :  Étoile de Charleville-Mézières (Pro B)
- 2018-0000 :  Limbourg United (EBL)